# 佐賀県の廃止市町村一覧
佐賀県の廃止市町村一覧（さがけんのはいししちょうそんいちらん）は、佐賀県における市制・町村制施行（1889年（明治22年）4月1日）以降に、市町村合併や他の自治体に統合されることなどにより廃止した市町村の一覧である。単なる名称の変更は対象としない。
- 町村が「町制」・「市制」を施行し町・市となるケース
  - 「市町村」以外の表記名を変更しなかった自治体は一覧に含まれない。（例：上峰村→上峰町）
  - 町制・市制を施行した際に名称を変更した場合も一覧に含まれない。（例：入野村→肥前町）
- 市町村が名称変更した場合は一覧に含まれない。
- 所属郡が変更になった場合は一覧に含まれない。
- 市町村合併で廃止した市町村のケース
  - 編入合併した場合の、存続市町村は廃止に当たらないので一覧に含まれない。
  - 編入合併した場合の、廃止した市町村は一覧に含まれる。
  - 新設合併した場合の、廃止した市町村は一覧に含まれる。
  - 新設合併した場合の、名称が残った市町村も一覧に含まれる。（例：旧・佐賀市→新・佐賀市）
- 分割や分立をしたケース
  - 分割で廃止した市町村は一覧に含まれる。
  - 分立で存続した市町村は一覧に含まれない。

| 年            | 市の数 | 町の数 | 村の数 | 市町村数 |
| ------------- | ------ | ------ | ------ | -------- |
| 1889年4月1日  | 1      | 5      | 130    | 136      |
| 1918年10月5日 | 1      | 11     | 123    | 135      |
| 1932年4月1日  | 2      | 13     | 111    | 126      |
| 1943年12月8日 | 2      | 20     | 100    | 122      |
| 1953年4月1日  | 2      | 27     | 93     | 122      |
| 1956年9月1日  | 7      | 18     | 32     | 57       |
| 1958年1月1日  | 7      | 21     | 21     | 49       |
| 1971年4月1日  | 7      | 36     | 6      | 49       |
| 2000年1月1日  | 7      | 37     | 5      | 49       |
| 2007年10月1日 | 10     | 10     | 0      | 20       |

## 1909年以前
- 杵島郡武雄村〔たけお-〕 （1900年6月7日）杵島郡武雄町に編入のため

## 1910年～1919年
この10年間に県内に廃止市町村なし

## 1920年～1929年
- 佐賀郡神野村〔こうの-〕 （1922年10月1日）佐賀市に編入のため
- 東松浦郡満島村〔みつしま-〕 （1924年1月1日）東松浦郡唐津町に編入のため
- 西松浦郡牧島村〔まきしま-〕 （1928年12月10日）西松浦郡伊万里町に編入のため

## 1930年～1939年
- 東松浦郡唐津村〔からつ-〕 （1931年2月1日）東松浦郡唐津町に編入のため
- 小城郡（旧）小城町 （1932年4月1日）小城郡小城町新設のため
- 小城郡三里村〔みさと-〕 （1932年4月1日）小城郡小城町新設のため
- 小城郡岩松村〔いわまつ-〕 （1932年4月1日）小城郡小城町新設のため
- 小城郡晴田村〔はるた-〕 （1932年4月1日）小城郡小城町新設のため
- 杵島郡小田村〔おだ-〕 （1932年4月1日）杵島郡江北村新設のため
- 杵島郡山口村〔やまぐち-〕 （1932年4月1日）杵島郡江北村新設のため
- 杵島郡佐留志村〔さるし-〕 （1932年4月1日）杵島郡江北村新設のため
- 藤津郡（旧）嬉野町 （1933年4月1日）藤津郡嬉野町新設のため
- 藤津郡東嬉野村〔ひがしうれしの-〕 （1933年4月1日）藤津郡嬉野町新設のため

## 1940年～1949年
- 東松浦郡佐志町〔さし-〕 （1941年11月3日）唐津市に編入のため
- 西松浦郡（旧）伊万里町 （1943年12月8日）西松浦郡伊万里町新設のため
- 西松浦郡大坪村〔おおつぼ-〕 （1943年12月8日）西松浦郡伊万里町新設のため
- 西松浦郡大川内村〔おおかわち-〕 （1943年12月8日）西松浦郡伊万里町新設のため

## 1950年～1959年
- 佐賀郡西与賀村〔にしよか-〕 （1954年3月31日）佐賀市に編入のため
- 佐賀郡嘉瀬村〔かせ-〕 （1954年3月31日）佐賀市に編入のため
- 佐賀郡兵庫村〔ひょうご-〕 （1954年3月31日）佐賀市に編入のため
- 佐賀郡巨勢村〔こせ-〕 （1954年3月31日）佐賀市に編入のため
- 佐賀郡高木瀬村〔たかきせ-〕 （1954年3月31日）佐賀市に編入のため
- 三養基郡鳥栖町〔とす-〕 （1954年4月1日）鳥栖市新設のため
- 三養基郡田代町〔たしろ-〕 （1954年4月1日）鳥栖市新設のため
- 三養基郡基里村〔きざと-〕 （1954年4月1日）鳥栖市新設のため
- 三養基郡麓村〔ふもと-〕 （1954年4月1日）鳥栖市新設のため
- 三養基郡旭村〔あさひ-〕 （1954年4月1日）鳥栖市新設のため
- 西松浦郡伊万里町〔いまり-〕 （1954年4月1日）伊万里市新設のため
- 西松浦郡山代町〔やましろ-〕 （1954年4月1日）伊万里市新設のため
- 西松浦郡東山代村〔ひがしやましろ-〕 （1954年4月1日）伊万里市新設のため
- 西松浦郡黒川村〔くろがわ-〕 （1954年4月1日）伊万里市新設のため
- 西松浦郡波多津村〔はたつ-〕 （1954年4月1日）伊万里市新設のため
- 西松浦郡南波多村〔みなみはた-〕 （1954年4月1日）伊万里市新設のため
- 西松浦郡大川村〔おおかわ-〕 （1954年4月1日）伊万里市新設のため
- 西松浦郡松浦村〔まつうら-〕 （1954年4月1日）伊万里市新設のため
- 西松浦郡二里村〔にり-〕 （1954年4月1日）伊万里市新設のため
- 杵島郡武雄町〔たけお-〕 （1954年4月1日）武雄市新設のため
- 杵島郡朝日村〔あさひ-〕 （1954年4月1日）武雄市新設のため
- 杵島郡武内村〔たけうち-〕 （1954年4月1日）武雄市新設のため
- 杵島郡橘村〔たちばな-〕 （1954年4月1日）武雄市新設のため
- 杵島郡東川登村〔ひがしかわのぼり-〕 （1954年4月1日）武雄市新設のため
- 杵島郡西川登村〔にしかわのぼり-〕 （1954年4月1日）武雄市新設のため
- 杵島郡若木村〔わかき-〕 （1954年4月1日）武雄市新設のため
- 杵島郡中通村〔なかどおり-〕 （1954年4月1日）山内村新設のため
- 杵島郡住吉村〔すみよし-〕 （1954年4月1日）山内村新設のため
- 藤津郡鹿島町〔かしま-〕 （1954年4月1日）鹿島市新設のため
- 藤津郡浜町〔はま-〕 （1954年4月1日）鹿島市新設のため
- 藤津郡鹿島村〔かしま-〕 （1954年4月1日）鹿島市新設のため
- 藤津郡古枝村〔ふるえだ-〕 （1954年4月1日）鹿島市新設のため
- 藤津郡能古見村〔のごみ-〕 （1954年4月1日）鹿島市新設のため
- 西松浦郡（旧）有田町 （1954年4月1日）有田町新設のため
- 西松浦郡東有田町〔ひがしありた-〕 （1954年4月1日）有田町新設のため
- 小城郡北多久町〔きたたく-〕 （1954年5月1日）多久市新設のため
- 小城郡南多久村〔みなみたく-〕 （1954年5月1日）多久市新設のため
- 小城郡東多久村〔ひがしたく-〕 （1954年5月1日）多久市新設のため
- 小城郡西多久村〔にしたく-〕 （1954年5月1日）多久市新設のため
- 小城郡多久村〔たく-〕 （1954年5月1日）多久市新設のため
- 佐賀郡北川副村〔きたかわそえ-〕 （1954年10月1日）佐賀市に編入のため
- 佐賀郡本庄村〔ほんじょう-〕 （1954年10月1日）佐賀市に編入のため
- 佐賀郡鍋島村〔なべしま-〕 （1954年10月1日）佐賀市に編入のため
- 佐賀郡金立村〔きんりゅう-〕 （1954年10月1日）佐賀市に編入のため
- 佐賀郡久保泉村〔くぼいずみ-〕 （1954年10月1日）佐賀市に編入のため
- 東松浦郡鏡村〔かがみ-〕 （1954年11月1日）唐津市に編入のため
- 東松浦郡久里村〔くり-〕 （1954年11月1日）唐津市に編入のため
- 東松浦郡鬼塚村〔おにづか-〕 （1954年11月1日）唐津市に編入のため
- 東松浦郡湊村〔みなと-〕 （1954年11月1日）唐津市に編入のため
- 藤津郡多良町〔たら-〕 （1955年2月11日）藤津郡太良町新設のため
- 藤津郡大浦村〔おおうらむら〕 （1955年2月11日）藤津郡太良町新設のため
- 佐賀郡東川副村〔ひがしかわそえ-〕 （1955年3月1日）佐賀郡諸富町新設のため
- 佐賀郡新北村〔にきた-〕 （1955年3月1日）佐賀郡諸富町新設のため
- 藤津郡七浦村〔ななうらむら〕 （1955年3月1日）鹿島市・藤津郡太良町に分割編入のため
- 神埼郡（旧）神埼町 （1955年3月31日）神埼郡神埼町新設のため
- 神埼郡西郷村〔さいごうむら〕 （1955年3月31日）神埼郡神埼町新設のため
- 神埼郡仁比山村〔にいやまむら〕 （1955年3月31日）神埼郡神埼町新設のため
- 佐賀郡南川副町〔みなみかわそえ-〕 （1955年4月1日）佐賀郡川副町新設のため
- 佐賀郡中川副村〔なかかわそえ-〕 （1955年4月1日）佐賀郡川副町新設のため
- 佐賀郡大詫間村〔おおだくま-〕 （1955年4月1日）佐賀郡川副町新設のため
- 神埼郡蓮池町〔はすいけまち〕 （1955年4月1日）分割して、神埼郡千代田村新設・佐賀市に編入のため
- 神埼郡城田村〔しろたむら〕 （1955年4月1日）神埼郡千代田村新設のため
- 神埼郡境野村〔さかいのむら〕 （1955年4月1日）神埼郡千代田村新設のため
- 神埼郡千歳村〔ちとせむら〕 （1955年4月1日）神埼郡千代田村新設のため
- 藤津郡（旧）嬉野町 （1955年4月1日）藤津郡嬉野町新設のため
- 藤津郡吉田村〔よしだむら〕 （1955年4月1日）藤津郡嬉野町新設のため
- 三養基郡南茂安村〔みなみしげやす-〕 （1955年4月1日）三養基郡三根村新設のため
- 三養基郡三川村〔みかわ-〕 （1955年4月1日）三養基郡三根村新設のため
- 西松浦郡曲川村〔まがりかわ-〕 （1955年4月1日）西松浦郡西有田村新設のため
- 西松浦郡大山村〔おおやま-〕 （1955年4月1日）西松浦郡西有田村新設のため
- 杵島郡錦江村〔きんこう-〕 （1955年4月1日）杵島郡有明村新設のため
- 杵島郡竜王村〔りゅうおう-〕 （1955年4月1日）杵島郡有明村新設のため
- 佐賀郡春日村〔かすが-〕 （1955年4月16日）佐賀郡大和村新設のため
- 佐賀郡川上村〔かわかみ-〕 （1955年4月16日）佐賀郡大和村新設のため
- 佐賀郡松梅村〔まつうめ-〕 （1955年4月16日）佐賀郡大和村新設のため
- 杵島郡（旧）白石町 （1955年7月20日）杵島郡白石町新設のため
- 杵島郡六角村〔ろっかく-〕 （1955年7月20日）杵島郡白石町新設のため
- 杵島郡須古村〔すこ-〕 （1955年7月20日）杵島郡白石町新設のため
- 杵島郡（旧）有明村 （1955年9月30日）杵島郡有明村新設のため
- 杵島郡南有明村〔みなみありあけ-〕 （1955年9月30日）杵島郡有明村新設のため
- 杵島郡橋下村〔はししも-〕 （1956年4月1日）杵島郡白石町・北方町に分割編入のため
- 杵島郡北有明村〔きたありあけ-〕 （1956年7月1日）杵島郡白石町に編入のため
- 藤津郡（旧）塩田町　（1956年9月1日）藤津郡塩田町新設のため
- 藤津郡久間村〔くまむら〕 （1956年9月1日）藤津郡塩田町新設のため
- 藤津郡五町田村〔ごちょうだむら〕 （1956年9月1日）藤津郡塩田町新設のため
- 佐賀郡小関村〔おせき-〕 （1956年9月30日）佐賀郡富士村新設のため
- 小城郡南山村〔みなみやまむら〕 （1956年9月30日）佐賀郡富士村新設のため
- 小城郡北山村〔ほくざん-〕 （1956年9月30日）佐賀郡富士村新設のため
- 佐賀郡西川副村〔にしかわそえ-〕 （1956年9月30日）佐賀郡川副町に編入のため
- 東松浦郡浜崎町〔はまさきちょう〕 （1956年9月30日）東松浦郡浜崎玉島町新設のため
- 東松浦郡玉島村〔たましまむら〕 （1956年9月30日）東松浦郡浜崎玉島町新設のため
- 東松浦郡名護屋村〔なごやむら〕 （1956年9月30日）東松浦郡鎮西町新設のため
- 東松浦郡打上村〔うちあげむら〕 （1956年9月30日）東松浦郡鎮西町新設のため
- 東松浦郡値賀村〔ちか-〕（1956年9月30日）東松浦郡玄海町新設のため
- 東松浦郡有浦村〔ありうら-〕（1956年9月30日）東松浦郡玄海町新設のため
- 小城郡（旧）牛津町 （1956年9月30日）小城郡牛津町新設のため
- 小城郡砥川村〔とがわむら〕 （1956年9月30日）分割して、小城郡牛津町新設・杵島郡江北町に編入のため
- 東松浦郡切木村〔きりごむら〕 （1958年1月1日）唐津市・東松浦郡入野村（即日改称・町制、肥前町）に分割編入のため

## 1960年～1999年
この40年間に県内に廃止市町村なし

## 2000年～

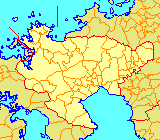
2004年時点（49市町村）の行政界

2008年時点（20市町村）の行政界

- 旧・唐津市 （2005年1月1日）唐津市新設のため
- 東松浦郡浜玉町〔はまたまちょう〕 （2005年1月1日）唐津市新設のため
- 東松浦郡厳木町〔きゅうらぎまち〕 （2005年1月1日）唐津市新設のため
- 東松浦郡相知町〔おうちちょう〕 （2005年1月1日）唐津市新設のため
- 東松浦郡北波多村〔きたはたむら〕 （2005年1月1日）唐津市新設のため
- 東松浦郡肥前町〔ひぜんちょう〕 （2005年1月1日）唐津市新設のため
- 東松浦郡鎮西町〔ちんぜいちょう〕 （2005年1月1日）唐津市新設のため
- 東松浦郡呼子町〔よぶこちょう〕 （2005年1月1日）唐津市新設のため
- 杵島郡（旧）白石町 （2005年1月1日）杵島郡白石町新設のため
- 杵島郡福富町〔ふくどみまち〕 （2005年1月1日）杵島郡白石町新設のため
- 杵島郡有明町〔ありあけちょう〕 （2005年1月1日）杵島郡白石町新設のため
- 小城郡芦刈町〔あしかりちょう〕 （2005年3月1日）小城市新設のため
- 小城郡牛津町〔うしづちょう〕 （2005年3月1日）小城市新設のため
- 小城郡小城町〔おぎまち〕 （2005年3月1日）小城市新設のため
- 小城郡三日月町〔みかつきちょう〕 （2005年3月1日）小城市新設のため
- 三養基郡中原町〔なかばるちょう〕 （2005年3月1日）三養基郡みやき町新設のため
- 三養基郡北茂安町〔きたしげやすちょう〕 （2005年3月1日）三養基郡みやき町新設のため
- 三養基郡三根町〔みねちょう〕 （2005年3月1日）三養基郡みやき町新設のため
- 旧・佐賀市 （2005年10月1日）佐賀市新設のため
- 佐賀郡富士町〔ふじちょう〕 （2005年10月1日）佐賀市新設のため
- 佐賀郡大和町〔やまとちょう〕 （2005年10月1日）佐賀市新設のため
- 佐賀郡諸富町〔もろどみちょう〕 （2005年10月1日）佐賀市新設のため
- 神埼郡三瀬村〔みつせむら〕 （2005年10月1日）佐賀市新設のため
- 東松浦郡七山村〔ななやまむら〕 （2006年1月1日）唐津市に編入のため
- 藤津郡嬉野町〔うれしのまち〕 （2006年1月1日）嬉野市新設のため
- 藤津郡塩田町〔しおたちょう〕 （2006年1月1日）嬉野市新設のため
- 旧・武雄市 （2006年3月1日）武雄市新設のため
- 杵島郡山内町〔やまうちちょう〕 （2006年3月1日）武雄市新設のため
- 杵島郡北方町〔きたがたまち〕 （2006年3月1日）武雄市新設のため
- 神埼郡三田川町〔みたがわちょう〕 （2006年3月1日）神埼郡吉野ヶ里町新設のため
- 神埼郡東脊振村〔ひがしせふりそん〕 （2006年3月1日）神埼郡吉野ヶ里町新設のため
- 西松浦郡（旧）有田町 （2006年3月1日）西松浦郡有田町新設のため
- 西松浦郡西有田町〔にしありたちょう〕 （2006年3月1日）西松浦郡有田町新設のため
- 神埼郡神埼町〔かんざきまち〕 （2006年3月20日）神埼市新設のため
- 神埼郡千代田町〔ちよだちょう〕 （2006年3月20日）神埼市新設のため
- 神埼郡脊振村〔せふりむら〕 （2006年3月20日）神埼市新設のため
- 佐賀郡川副町〔かわそえまち〕 （2007年10月1日）佐賀市編入のため
- 佐賀郡東与賀町〔ひがしよかちょう〕 （2007年10月1日）佐賀市編入のため
- 佐賀郡久保田町〔くぼたちょう〕 （2007年10月1日）佐賀市編入のため